# جاويد بشارات
جاويد بشارات (بالإنجليزية: Javid Basharat؛ مواليد 7 سبتمبر 1995) هو مُقاتل فنون قتالية مختلطة بريطاني أفغاني المولد.

## وصلات خارجية
- جاويد بشارات على موقع يو إف سي (الإنجليزية)
- جاويد بشارات على موقع شيردوغ (الإنجليزية)
- جاويد بشارات على موقع Tapology.com (الإنجليزية)